# Syfosom
Syfosom (łac. siphosom) – część ciała występująca u kolonijnych stułbiopławów z rzędu rurkopławów.
Syfosom stanowi odcinek hydrosomu (osiowego pnia kormusu) z którego wyrastają kormidia. W ontogenezie powstaje z części najstarszego, macierzystego hydropolipu. Położony jest poniżej nektosomu i zwykle jest od niego znacznie dłuższy. Osiągać może nawet wiele metrów długości.
Zooidy wyrastające z syfosomu mogą być zarówno zmodyfikowanymi meduzami (meduzoidy) jak i polipami (polipoidy) i zwykle grupują się one w rozmieszczone szeregowo kormidia. Do zoidów należą m.in. gastrozoidy z ramionami, często zaopatrzonymi tentillia, okrywy (fyllozoidy), daktylozoidy z tentakulami oraz generatywne gonozoidy. Kormidia mogą być częściowo lub całkowicie autonomiczne, mogą się też odrywać od syfosomu, tworząc odrębne stadium rozwojowe – eudoksję.